# Točionik
Točionik falu Horvátországban, Dubrovnik-Neretva megyében. Közigazgatásilag Dubrovačko primorje községhez tartozik.

## Fekvése
A Dubrovnik városától légvonalban 33, közúton 48 km-re, községközpontjától légvonalban 11, közúton 14 km-re északnyugatra a tengermelléken, a hercegoviai határ közelében fekszik.

## Története
A területén található számos ókori halomsír alapján Točionik területe már ősidők óta lakott. Az itt élt első ismert nép az illírek voltak, akik az i. e. 2. évezredtől fogva éltek itt magaslatokon épített erődített településeken és kövekből rakott halomsírokba temetkeztek. Halomsírjaikból több mint harminc található területén. Az illírek i. e. 35-ig uralták a térséget, amikor Octavianus hadai végső győzelmet arattak felettük. A Nyugatrómai Birodalom bukása után 493-tól a keleti gótok uralták a területet. 535-ben Dalmáciával együtt a Bizánci Császárság uralma alá került. A horvátok ősei a 7. században érkeztek Dalmáciába és csakhamar megalapították első településeiket. Ezek elsőként a termékeny mező melletti, ivóvízzel rendelkező helyeken alakultak ki. A Dubrovniki tengermellék hét plébániájával Zahumljéhez tartozott, a zsupán pedig a közeli Ošljéban székelt egészen az 1241-ben bekövetkezett tatárjárásig.
Ezután a zsupán Slanóba települt át és ez a település lett az egész Dubrovniki tengermellék központja. 1399-ben a Dubrovniki tengermellékkel együtt Točionik is a Raguzai Köztársaság része lett, amely 1500 aranydukátért megvásárolta Ostoja bosnyák királytól. Ebben az időszakban, a 15. században épült fel a település Szent Kozma és Damján temploma is. A Raguzai Köztársaság bukása után 1806-ban Dalmáciával együtt ez a térség is a köztársaságot legyőző franciák uralma alá került, de Napóleon bukása után 1815-ben a berlini kongresszus Dalmáciával együtt a Habsburgoknak ítélte. A gazdasági élet stagnált, mert nem kedvezett a számára a hegyes, kevés megművelhető területtel és ivóvízforrásokkal nem rendelkező terület. A környező településekhez hasonlóan a lakosság többsége szegénységben élt, megélhetési forrása a mezőgazdaság és az állattartás volt. A településnek 1857-ben 171, 1910-ben 193 lakosa volt. 1918-ban az új szerb-horvát-szlovén állam, majd később Jugoszlávia része lett. A délszláv háború során 1991. október 1-jén kezdődött a jugoszláv hadsereg (JNA) támadása a Dubrovniki tengermellék ellen, mely során a települést a szerb erők kifosztották és felégették. 1992. májusáig a település lényegében lakatlan volt. A háború után rögtön elkezdődött az újjáépítés. 1996-ban újabb csapásként földrengés okozott súlyos károkat. 1997-ben megalakult Dubrovačko primorje község, melynek Točionik is része lett. A településnek 2011-ben 23 lakosa volt, akik főként mezőgazdaságból, állattartásból éltek.

## Népesség
| Lakosság változása | Lakosság változása | Lakosság változása | Lakosság változása | Lakosság változása | Lakosság változása | Lakosság változása | Lakosság változása | Lakosság változása | Lakosság változása | Lakosság változása | Lakosság változása | Lakosság változása | Lakosság változása | Lakosság változása | Lakosság változása |
| ------------------ | ------------------ | ------------------ | ------------------ | ------------------ | ------------------ | ------------------ | ------------------ | ------------------ | ------------------ | ------------------ | ------------------ | ------------------ | ------------------ | ------------------ | ------------------ |
| 1857               | 1869               | 1880               | 1890               | 1900               | 1910               | 1921               | 1931               | 1948               | 1953               | 1961               | 1971               | 1981               | 1991               | 2001               | 2011               |
| 171                | 147                | 173                | 168                | 181                | 193                | 172                | 160                | 152                | 161                | 143                | 101                | 63                 | 43                 | 26                 | 23                 |

## Nevezetességei
- A Szent Kozma és Damján templom a 15. században épült.
- Szent György templom maradványai
- Ókori halomsírok a település határában.

## Gazdaság
A helyi gazdaság a mezőgazdaságon alapul, mellette az állattartás jelentős. A fejlődés lehetőségét a falusi turizmus fejlesztésében látják.